# 鳥取県道228号赤碕中山インター線
鳥取県道228号赤碕中山インター線（とっとりけんどう228ごう あかさきなかやまインターせん）は、鳥取県西伯郡大山町を通る一般県道である。

## 概要
西伯郡大山町田中から西伯郡大山町栄田に至る。

### 路線データ
- 起点：鳥取県西伯郡大山町田中（金屋交差点、国道9号交点）
- 終点：鳥取県西伯郡大山町栄田（山陰自動車道 赤碕中山IC・鳥取県道329号淀江琴浦線交点）

## 歴史
- 2000年（平成12年）4月14日 - 鳥取県告示第258号により鳥取県道228号赤碕中山インター線として認定される[1]。

## 地理

### 通過する自治体
- 鳥取県
  - 西伯郡大山町

### 交差する道路
| 交差する道路                                           | 交差する場所 | 交差する場所         |
| ------------------------------------------------------ | ------------ | -------------------- |
| 国道9号                                                | 田中         | 金屋交差点 / 起点    |
| E9 山陰自動車道 / 東伯中山道路 鳥取県道329号淀江琴浦線 | 栄田         | 12 赤碕中山IC / 終点 |

### 交差する鉄道
- 山陰本線

### 沿線
- JR西日本山陰本線 中山口駅（起点付近）